# 德伊-蒙马尼站
德伊-蒙马尼站，是法国的一个铁路车站，位于法国法兰西岛大区的市镇蒙马尼境内，靠近德伊-拉巴尔，属于法兰西岛第四收费区（Zone 4）。
德伊-蒙马尼站南侧的铁路道口是距离巴黎最近的铁路平交道口，也是法国车流量最大的平交道口之一。远期将建设跨线桥或下穿隧道以杜绝安全隐患。

## 位置
德伊-蒙马尼站位于蒙马尼市区的西部，紧邻德伊-拉巴尔。站址位于埃皮奈－勒特雷波尔铁路11.529公里处，主站房位于铁路线西侧，而东侧亦可进出，是一个开放式的车站。

## 站台设置
| 东↑ |             |                  |
|     | 侧式        |                  |
|     |             | 巴黎方向→        |
|     |             | ←佩尔桑-博蒙方向 |
|     | 侧式 主站房 |                  |
| 西↓ |             |                  |

## 停靠线路
以下列车线路在德伊-蒙马尼站停靠：
| 德伊-蒙马尼站列车线路表（区域线路） |                   |           |        |                      |
| 起点                                | 上一站            | 线路      | 下一站 | 终点                 |
| 巴黎北                              | 埃皮奈-维勒塔讷斯 | [T] · [H] | 格罗莱 | 佩尔桑-博蒙/吕扎尔什 |

## 配套交通

### 长途客车
德伊-蒙马尼站附近暂无固定的长途大巴车线路停靠。当铁路线施工或罢工时，SNCF可能会提供途径该线路沿途站点的大巴车，其车票可与SNCF的同线路车票通用

### 城市公共交通
| 德伊-蒙马尼站附近的市内公共交通线路 |                                | |
| 公交车站名称                        | 位置                           | 停靠线路 |
| Gare SNCF 火车站                    | 德伊-蒙马尼站南侧 铁路道口附近 | 256：昂甘莱班-火车站 ↔ 圣但尼-地铁圣但尼大学站 337：德伊-拉巴尔-穆捷创意园 ↔ 塞纳河畔皮耶尔菲特-快铁皮耶尔菲特-斯坦站 |
| 1. 2.                               |                                | |

### 社会车辆
德伊-蒙马尼站附近的街道可停靠小型汽车。

## 临近车站
| 德伊-蒙马尼站（Gare de Deuil - Montmagny） |                        |                  |
| 上行车站                                   | 线路                   | 下行车站         |
| 埃皮奈-维勒塔讷斯站 2.4km ←                | 埃皮奈－勒特雷波尔铁路 | 格罗莱站 → 1.5km |
| - 本表仅显示运营中的线路及车站             |                        |                  |